# Білокриницький дендропарк
Білокрини́цький дендропа́рк — дендрологічний парк місцевого значення в Україні. Розташований у селі Білокриниці Кременецького району Тернопільської області, в межах садиби Кременецького лісотехнічного коледжу.

## Опис
Площа 16 га. Рішенням виконкому Тернопільської обласної ради від 14 березня 1977 року № 131 Білокриницькому дендропарку було надано статус «парк — пам'ятка садово-паркового мистецтва місцевого значення». Сучасний статус — від 1996 року. Перебуває у віданні Кременецького лісотехнічного коледжу.
Заснований у 2-й половині XIX ст. Історичних даних про створення парку та його видовий склад не збереглося; 1920 року всі архівні матеріали були спалені. За зовнішнім виглядом Білокриницького дендропарку можна вважати, що це був природний дубовий масив. Згодом у ньому прокладені просіки алейного типу, обсаджені модриною європейською, липою дрібнолистою, березою бородавчастою, куртинами та іншими породами.
Від осені 1974 року розпочалася реконструкція території: розбита дорожня мережа алейного типу, введено екзотичні і декоративні породи. Нині у Білокриницькому дендропарку зростає 450 видів форм та різновидів дерев і чагарників. Він — навчальна база Кременецького лісотехнічного коледжу, база наукового лісогосподарського дослідження з вивчення, впровадження й акліматизації різних видів деревно-чагарникових порід.